# Kyōgoku Maria
Kyōgoku Maria est un nom japonais traditionnel ; le nom de famille (ou le nom d'école), Kyōgoku, précède donc le prénom (ou le nom d'artiste).
Kyōgoku Maria (京極マリア) ou Yōfuku-in (養福院, 1543-1618) est la seconde fille d'Azai Hisamasa ainsi que la sœur ainée de Nagamasa et la mère de Kyōgoku Takatsugu. Son vrai nom est inconnu mais elle est appelée « Maria » après sa conversion au christianisme. Elle est baptisée avec son mari Kyōgoku Takayoshi dans l'église des jésuites à Kyoto en 1581, mais Takayoshi meurt peu après. Devenue veuve, elle commence à prêcher sa nouvelle religion autour d'elle et les jésuites la citent parmi les meilleures catéchistes femmes de la région de Kyoto-Osaka.
Vers 1606 ou 1607, Maria déménage dans la province de Wakasa sous la protection de Takatsugu et, en 1609, déménage de nouveau dans un endroit retiré de la province de Tango pour éviter la persécution des chrétiens. Elle meurt paisiblement dans une petite cabane appartenant à un couvent bouddhiste Sengen-ji (泉源寺) en 1618.
L'une de ses filles, Tatsuko, est connue pour être l'une des concubines favorites de Toyotomi Hideyoshi.
- Père : Azai Hisamasa (1526-1573)
- Frère : Azai Nagamasa (1545-1573)
- Mari : Kyōgoku Takayoshi (1504-1581)
- Fils : Kyōgoku Takatsugu (1563-1609), Kyōgoku Takatomo (1572-1622)
- Fille : Kyōgoku Tatsuko (?-1634), Kyōgoku Magdalena